# Marcello Pellegrini
Marcello Pellegrini (Scandicci, 14 febbraio 1929 – 21 giugno 2008) è stato un ciclista su strada italiano.

## Palmares
- 1950 (dilettanti)

Giro del Casentino
- 1951 (dilettanti)

Coppa Corsani

## Piazzamenti

### Grandi giri
- Giro d'Italia

1953: 32º
1955: 62º
1958: ritirato

### Classiche monumento
- Milano-Sanremo

1953: 43º
1954: 13º
1955: 17º
1956: 63º
1957: 74º
- Giro di Lombardia

1952: 12º
1953: 40º
1954: 31º
1955: 11º
1956: 44º
1958: 94º